# Hinapia
Hinapia (abreviação de Hi New Amazing Utopia; estilizado em maiúsculas)(em coreano;희나피아) foi um girlgroup sul-coreano formado pela OSR Entertainment. O grupo era composto por cinco membros: Minkyeung, Yaebin, Gyeongwon, Eunwoo e Bada. Hinapia estreou oficialmente em 3 de novembro de 2019 com o single New Start e teve seu disband anunciado em 21 de Agosto de 2020, com apenas 9 meses de atividade.

## História
Minkyeung, Yaebin, Gyeongwon e Eunwoo debutaram anteriormente como membros do grupo feminino Pristin sob a Pledis Entertainment em 21 de março de 2017 com o mini-álbum Hi! Pristin. Após o lançamento do segundo ano, intitulado Schxxl Out e a estreia de um subgrupo chamado Pristin V, que incluía Minkyeung, Yaebin e Eunwoo, o grupo se separou em 24 de maio de 2019, após um hiato prolongado. Em 21 de outubro de 2019, Minkyeung, Yaebin, Gyeongwon e Eunwoo estavam sob a gerencia da AlSeulBit Entertainment, que foi renomeada OSR Entertainment logo depois, ao lado de um membro adicional chamada Bada. Em 24 de outubro, foi revelado que o grupo recebeu o nome de Hinapia, uma abreviação de "Hi New Amazing Utopia".

### 2019: Estreia comNew Start
Hinapia performou seu primeiro single "Drip" antes de seu lançamento no programa musical Show Champion durante sua transmissão em 30 de outubro de 2019. O grupo lançou formalmente o single em 3 de novembro de 2019 como o single principal do álbum intitulado New Start. Um showcase para o álbum intitulado Pursuit of a New Utopia foi realizada no dia seguinte. "Drip" estreou e alcançou o número 18 na parada de vendas de canções digitais do mundo, emitida em 16 de novembro de 2019, fazendo de Hinapia o décimo primeiro grupo feminino sul-coreano a aparecer na parada com seu primeiro single. O grupo foi posteriormente nomeado para Melhor Super Rookie no K-Champ Awards de 2019.

### 2020: Primeiro comeback e Fim do Grupo
Em 2 de fevereiro de 2020, foi relatado que o Hinapia pretendia lançar seu segundo álbum em algum momento do início de 2020, no qual o grupo apresentará "uma aparência mais madura do que antes".
Em 21 de Agosto de 2020, OSR Entertainment anunciou o fim do grupo e a rescisão do contrato de exclusividade com as 5 integrantes.

## Membros
- Minkyeung (민경). É a líder do grupo
- Gyeongwon (경원)
- Eunwoo (은우)
- Yaebin (예빈)
- Bada (바다)

## Discografia

### Singles
| Título                                                                       | Ano  | Posições no Chart | Posições no Chart | Álbum     |
| Título                                                                       | Ano  | KOR               | US World          | Álbum     |
| ---------------------------------------------------------------------------- | ---- | ----------------- | ----------------- | --------- |
| "Drip"                                                                       | 2019 | —                 | 18                | New Start |
| "—" denotes releases that did not chart or were not released in that region. |      |                   |                   |           |

## Filmography

### Reality shows
| Ano           | Título     | Episódios    | Rede de Transmissão |
| ------------- | ---------- | ------------ | ------------------- |
| 2019–presente | HI ; STORY | Em andamento | YouTube             |

## Prêmios e Indicações

### K-Champ Awards
| Ano  | Categoria           | Recipiente | Resultado |
| ---- | ------------------- | ---------- | --------- |
| 2019 | Melhor Grupo Rookie | Hinapia    | Indicado  |